# Lista de prêmios e indicações recebidos por Jessie J
A lista de prêmios de Jessie J consiste em 16 prêmios vencidos e 47 indicações totais. Em 2010, Jessie J foi premiada na categoria "Sound of 2011" no BBC Sound of 2011. Em 2011, recebeu uma indicação no MTV Brand New e uma indicação ao BRIT Awards, tendo vencido. Ainda em 2011 a cantora recebeu quatro indicações ao Urban Music Awards, vencendo na categoria "Best Female Artist". No BT Digital Music Awards foi indicada a quatro categorias, vencendo três. Na premiação MOBO Awards foi indicada a cinco categorias, não ganhando apenas uma. Na premiação feita pela emissora de rádio BBC, o BBC Radio 1 Teen Awards recebeu três indicações. Jessie J também foi indicada a três categorias no Q Awards, vencendo na categoria "Best Video" para a canção "Do It Like a Dude". Ainda em 2011, também foi indicada ao MTV Europe Music Awards em três categorias e no Stonewall Award indicada a uma categoria.
Em 2012, foi indicada ao BRIT Awards de 2012 em três categorias.
People Choices Awards
Indicado em Favorite Female Artist - 2014

## BBC Sound of 2011
Sound of... é uma sondagem anual feita por críticos e membros da indústria musical, no sentido de encontrar o artista mais promissor, tendo sido apresentada pela primeira vez pela BBC em 2003. A lista de vencedores, habitualmente com dez nomes, é publicada em cada Janeiro, no site da estação.
| Ano  | Organização       | Premiação     | Resultado |
| ---- | ----------------- | ------------- | --------- |
| 2010 | BBC Sound of 2011 | Sound of 2011 | Venceu    |

## MTV Brand New 2011
| Ano  | Organização        | Premiação      | Resultado |
| ---- | ------------------ | -------------- | --------- |
| 2011 | MTV Brand New 2011 | Next Big Thing | Indicado  |

## BRIT Awards
O Brit Awards anualmente reconhece os Melhores Artistas do Reino Unido e do Mundo. Jessie J ganhou seu primeiro prêmio em 2011 e em 2012 ela foi indicada a três categorias.
| Ano  | Organização         | Premiação                               | Resultado |
| ---- | ------------------- | --------------------------------------- | --------- |
| 2011 | 2011 BRIT Awards    | Escolha dos Críticos                    | Venceu    |
| 2012 | BRIT Awards de 2012 | Melhor Canção Britânica por "Price Tag" | Indicado  |
| 2012 | BRIT Awards de 2012 | Melhor Artista Revelação                | Indicado  |
| 2012 | BRIT Awards de 2012 | Melhor Artista Feminina Britânica       | Indicado  |

## Urban Music Awards
O Urban Music Awards é uma premiação criada em 2003, para reconhecer os melhores Artistas Urbanos. Jessie J recebeu um prêmio de suas quatro indicações.
| Ano  | Organização             | Premiação                            | Resultado |
| ---- | ----------------------- | ------------------------------------ | --------- |
| 2011 | 2011 Urban Music Awards | Artista do Ano                       | Indicado  |
| 2011 | 2011 Urban Music Awards | Melhor Álbum por ''Who You Are''     | Indicado  |
| 2011 | 2011 Urban Music Awards | Melhor Artista Feminina              | Venceu    |
| 2011 | 2011 Urban Music Awards | Melhor Single por "Nobody's Perfect" | Indicado  |

## Popjustice Twenty Quid Music Prize
| Ano  | Organização                        | Premiação                                       | Resultado |
| ---- | ---------------------------------- | ----------------------------------------------- | --------- |
| 2011 | Popjustice Twenty Quid Music Prize | Melhor Single Britânico por "Do It Like A Dude" | Venceu    |

## Grammy Awards
O Grammy Awards é considerado o prêmio mais importante da indústria musical internacional, que acontece anualmente pela National Academy of Recording Arts and Sciences.
| Ano  | Organização   | Premiação                                                                           | Resultado |  |
| ---- | ------------- | ----------------------------------------------------------------------------------- | --------- |  |
| 2015 | Grammy Awards | Melhor Performance por Duo/Grupo por "Bang Bang (feat. Ariana Grande & Nicki Minaj" | Indicado  |  |

## Glamour Women of the Year Awards
Premiação entregue anualmente pela revista Gamour Women. Jessie J foi indicada a uma categoria, na qual foi vencedora.
| Ano  | Organização         | Premiação        | Resultado |
| ---- | ------------------- | ---------------- | --------- |
| 2011 | 2011 Glamour Awards | Mulher do Amanhã | Venceu    |

## BT Digital Music Awards
O BT Digital Music Awards (DMA) foi criado no Reino Unido em 2001, e é apresentado anualmente. Profissionais da Música podem nomear artistas. O Prêmio é similar ao People's Choice Awards, ou seja, escolhido pelo público. Jessie J foi indicada a quatro categorias, vencendo em três.
| Ano  | Organização                  | Premiação                     | Resultado |
| ---- | ---------------------------- | ----------------------------- | --------- |
| 2011 | 2011 BT Digital Music Awards | Melhor Cantora Nova           | Venceu    |
| 2011 | 2011 BT Digital Music Awards | Melhor Artista Feminina       | Venceu    |
| 2011 | 2011 BT Digital Music Awards | Melhor Canção por "Price Tag" | Venceu    |
| 2011 | 2011 BT Digital Music Awards | Melhor Clipe por "Price Tag"  | Indicado  |

## MOBO Awards
O Mobo Awards (Música de Origem Negra) foi realizado pela primeira vez em 1996, horando os artistas que performam música Negra (Hip-hop, Rap, Gospel, reggae, etc.). Jessie J foi nomeada 5 vezes, ganhando 4 prêmios.

| Ano  | Organização      | Premiação                             | Resultado |
| ---- | ---------------- | ------------------------------------- | --------- |
| 2011 | 2011 MOBO Awards | Melhor Cantora Nova                   | Venceu    |
| 2011 | 2011 MOBO Awards | Melhor Clipe por "Do It Like A Dude"  | Indicado  |
| 2011 | 2011 MOBO Awards | Melhor Performance Britânica          | Venceu    |
| 2011 | 2011 MOBO Awards | Melhor Canção por "Do It Like A Dude" | Venceu    |
| 2011 | 2011 MOBO Awards | Melhor Álbum por "Who You Are"        | Venceu    |
| 2014 | 2014 MOBO Awards | Melhor Artista Feminina               | Venceu    |

## Capital FM Awards
| Ano  | Organização            | Premiação              | Resultado |
| ---- | ---------------------- | ---------------------- | --------- |
| 2011 | 2011 Capital FM Awards | Best Role Model In Pop | Venceu    |

## Australian Kids' Choice Awards
Foi a segunda versão internacianal do KCA, criada em 2003 pela nickelodeon da Autrália. Possui as mesmas categorias que a versão americana, mais a categoria "artista internacional favorito", incluída no choice fun, tendo 23 categorias. Jessie J foi indicada na categoria "Fave Song for Price Tag".
| Ano  | Organização                         | Premiação                 | Resultado |
| ---- | ----------------------------------- | ------------------------- | --------- |
| 2011 | Australian Kids' Choice Awards 2011 | Fave Song for "Price Tag" | Indicado  |

## BBC 1 Teen Awards
BBC 1 Teen Awards é um prêmio criado pela empresa britânica BBC para reconhecer os artistas favoritos dos adolescentes. Jessie recebeu três indicações em 2011.
| Ano  | Organização             | Premiação                           | Resultado |
| ---- | ----------------------- | ----------------------------------- | --------- |
| 2011 | BBC Radio 1 Teen Awards | Best British Single for "Price Tag" | Indicado  |
| 2011 | BBC Radio 1 Teen Awards | Best Album for Who You Are          | Indicado  |
| 2011 | BBC Radio 1 Teen Awards | Best British Music Act              | Indicado  |

## Q Awards
O Q Awards é um prêmio anual da música britânica dado pela revista Q. Desde o seu começo em 1990, o Q Awards tem se tornado um dos maiores e mais notorios prêmios da música inglesa, contando com o apoio das celebridades que comparecem ao evento. Jessie j foi indicada a três categorias, vencendo uma apenas.
| Ano  | Organização   | Premiação                          | Resultado |
| ---- | ------------- | ---------------------------------- | --------- |
| 2011 | 2011 Q Awards | Best Female Artist                 | Indicado  |
| 2011 | 2011 Q Awards | Best Video for "Do It Like a Dude" | Venceu    |
| 2011 | 2011 Q Awards | Best Breakthrough Artist           | Indicado  |

## MTV Europe Music Awards
MTV Europe Music Awards (acrônimo EMA) é uma premiação de música, que ocorre anualmente, no mês de novembro. Foi estabelecido em 1994 pela MTV Europe, para celebrar os artistas, músicas e videoclipes mais populares na Europa. Originalmente começou como uma alternativa e até revanche do MTV Video Music Awards (VMA) criado em 1984. Atualmente o evento já teve 18 edições, é considerado o segundo prêmio mais importante da MTV. Jessie J recebeu nesta premiação três indicações.
| Ano  | Organização             | Premiação               | Resultado |
| ---- | ----------------------- | ----------------------- | --------- |
| 2011 | MTV Europe Music Awards | Best New Act            | Indicado  |
| 2011 | MTV Europe Music Awards | Best Push Act           | Indicado  |
| 2011 | MTV Europe Music Awards | Best UK and Ireland Act | Indicado  |

## Stonewall Awards
O Stonewall Book Award é um prémio literário patrocinado pela Comissão Gay, Lesbian, Bisexual, and Transgendered da American Library Association, que distingue anualmente as obras de ficção (Barbara Gittings Literature Award) e não-ficção (Israel Fishman Non-Fiction Award) de temática LGBT publicadas em língua inglesa. O prémio é anunciado em Janeiro de cada ano, e os autores premiados recebem um placa e um prémio monetário. Jessie J foi indicada na categoria "Entertainer of the Year".
| Ano  | Organização           | Premiação        | Resultado |
| ---- | --------------------- | ---------------- | --------- |
| 2011 | 2011 Stonewall Awards | Performer do Ano | Indicado  |